# 2114
2114 – mini-album polskiego rapera Bedoesa. Wydawnictwo ukazało się 1 stycznia 2014 roku nakładem wytwórni muzycznej SBM Label.

## Lista utworów
Opracowano na podstawie materiału źródłowego.
1. „Intro” – 2:11
2. „2114” – 3:08
3. „1998” – 3:22
4. „1025” – 2:57
5. „7605” – 3:04
6. „Outro” – 1:08